# Ульяновский (Зимовниковский район)
Ульяновский — хутор в Зимовниковском районе Ростовской области. Входит в состав Северного сельского поселения.
Население — 268 (2012)

## География
Хутор расположен на севере Зимовниковского района в пределах Ергенинской возвышенности, являющейся частью Восточно-Европейской равнины, на берегу Верхнесальский канал. Рельеф местности равнинный, имеет общий уклон к северо-востоку, по направлению к реке Малый Гашун. Средняя высота над уровнем моря — 49 м.
По автомобильной дороге расстояние до Ростова-на-Дону составляет 300 км, до районного центра посёлка Зимовники — 26 км, до административного центра сельского поселения хутора Гашун — 4,7 км. С запада село обходит региональная автодорога Волгоград — Сальск.
На хуторе имеются две улицы: Животноводческая и Ульяновская.

## История
Основан в начале XX века переселенцами украинского происхождения из хуторов Бударка и Васильева балка Котельниковской волости Царицынского уезда. До 1924 года хутор Ульяновский назывался Троицкий-2, или Новотроицкий (Тем не менее, в данных переписи 1926 года значится как Троицкий-II). В 1925 году открыта начальная школа.
Согласно первой Всесоюзной переписи населения 1926 года население хутора Троицкий-II Власовского сельсовета составило 132 человека, все — украинцы.

## Население
Динамика численности населения
| 1926 | 2002 |
| ---- | ---- |
| 132  | 234  |

| 2006 | 2007 | 2008 | 2009 | 2010 | 2011 | 2012 |
| ---- | ---- | ---- | ---- | ---- | ---- | ---- |
| 234  | →234 | ↗243 | ↘240 | ↗258 | ↗268 | →268 |